# Cyclobacanius endroedyyoungai
Cyclobacanius endroedyyoungai är en skalbaggsart som beskrevs av Yélamos och Yves Gomy 1993. Cyclobacanius endroedyyoungai ingår i släktet Cyclobacanius och familjen stumpbaggar. Inga underarter finns listade i Catalogue of Life.